# Парсевалова теорема
У математици, Парсевалова теорема  обично се односи на резултат да је Фуријеова трансформација унитарна ; односно, да је сума (или интеграл) квадрата функције једнака збиру (или интегралу) квадрата његове трансформације. Она потиче из теореме из 1799. године о серијама Марка-Антоана Парсевала, која је касније примењена на Фуријеов ред . Позната је и као Рајлехова енергетска теорема, или Рајлехов идентитет, након Џона Вилијама Страта, лорда Рајлеха. 
Иако се термин „Парсевалова теорема“ често користи за описивање унитарности било које Фуријеове трансформације, посебно у физици, најчешћи облик овог својства се правилније назива Планшерелова теорема . 

## Доказ Парсевалове теореме
Претпоставимо да су {\displaystyle A(x)} и {\displaystyle B(x)} две квадратне интеграбилне (у погледу Лебегове мере), функције сложене вредности на {\displaystyle \mathbb {R} } периоде {\displaystyle 2\pi } са Фуријеовим редом
{\displaystyle A(x)=\sum _{n=-\infty }^{\infty }a_{n}e^{inx}}
и  
{\displaystyle B(x)=\sum _{n=-\infty }^{\infty }b_{n}e^{inx}}

респективно. Онда 
| {\displaystyle \sum _{n=-\infty }^{\infty }a_{n}{\overline {b_{n}}}={\frac {1}{2\pi }}\int _{-\pi }^{\pi }A(x){\overline {B(x)}}\,\mathrm {d} x,} | \| \| \| \| \| \| \| \| | (Eq.1) |
| |                         |        |
| |                         |        |

|  |  |  |
|  |  |  |

 где {\displaystyle i} је имагинарна јединица, а хоризонталне цртице означавају сложену конјугацију . 
Више уопштено, дата као абелова локална компактна група G са дуалношћу по Понтрагјину G^, Парсевалова теорема каже да Понтрагјин-Фуријеова трансформација јесте унитарни оператер између Хилбертових простора L2 (G) и  L2 (G^) (с интеграција је против одговарајуће умањене Харове мере на две групе.) Када је G јединични круг Т, G^ су цели бројеви и то је случај који је горе разматран. Када је G права линија {\displaystyle \mathbb {R} }, G^ је такође {\displaystyle \mathbb {R} } а унитарна трансформација је Фуријеова трансформација на стварној линији. Када је G циклична група Zn, поново је самодуална, а Понтрагјин-Фоуријева трансформација је оно што се у примењеним контекстима назива дискретном Фуријевом трансформацијом . 
Парсевалова теорема се такође може изразити на следећи начин: Претпоставимо да је {\displaystyle f(x)} квадратна интеграбилна функција {\displaystyle [-\pi ,\pi ]} (тј. {\displaystyle f(x)} и {\displaystyle f^{2}(x)} су интегрисани на том интервалу), са Фуријеовим редом 
{\displaystyle f(x)\simeq {\frac {a_{0}}{2}}+\sum _{n=1}^{\infty }(a_{n}\cos(nx)+b_{n}\sin(nx)).}
Тада   
{\displaystyle {\frac {1}{\pi }}\int _{-\pi }^{\pi }f^{2}(x)\,\mathrm {d} x={\frac {a_{0}^{2}}{2}}+\sum _{n=1}^{\infty }(a_{n}^{2}+b_{n}^{2}).}

## Нотација коришћена у физици
У физици и инжењерству, Парсевалова теорема се често пише као: 
{\displaystyle \int _{-\infty }^{\infty }|x(t)|^{2}\,\mathrm {d} t={\frac {1}{2\pi }}\int _{-\infty }^{\infty }|X(\omega )|^{2}\,\mathrm {d} \omega =\int _{-\infty }^{\infty }|X(2\pi f)|^{2}\,\mathrm {d} f}
где {\displaystyle X(\omega )={\mathcal {F}}_{\omega }\{x(t)\}} представља континуирану Фуријеову трансформацију (у нормализованом, унитарном облику) од {\displaystyle x(t)}, а {\displaystyle \omega =2\pi f} је фреквенција у радијанима у секунди. 
Тумачење овог облика теореме је да се укупна енергија сигнала може израчунати сабирањем снаге по узорку током времена или спектралне снаге по фреквенцији. 
За дискретне временске сигнале, теорема постаје: 
{\displaystyle \sum _{n=-\infty }^{\infty }|x[n]|^{2}={\frac {1}{2\pi }}\int _{-\pi }^{\pi }|X_{2\pi }({\phi })|^{2}\mathrm {d} \phi }
где {\displaystyle X_{2\pi }} јесте дискретна Фуријеова трансформација (ДТФТ) од {\displaystyle x} и {\displaystyle \phi } представља угаону фреквенцију (у радијанима по узорку) од {\displaystyle x} . 
Алтернативно, за дискретну Фуријеову трансформацију (ДФТ), однос постаје: 
{\displaystyle \sum _{n=0}^{N-1}|x[n]|^{2}={\frac {1}{N}}\sum _{k=0}^{N-1}|X[k]|^{2}}
где {\displaystyle X[k]} јесте ДФТ од {\displaystyle x[n]}, обе дужине {\displaystyle N} . 